# Ставищанський заказник
Ставища́нський заказник — гідрологічний заказник місцевого значення в Україні. Об'єкт природно-заповідного фонду Хмельницької області.
Розташований у межах Білогірської селищної громади Шепетівського району Хмельницької області, біля села Ставищани.
Площа 400 га. Статус присвоєно згідно з рішенням облвиконкому від 26.10.1990 року № 194. Перебуває у віданні: Ставищанська сільська рада.
Статус присвоєно для збереження цінного природного комплексу в долині річки Кума (притока Вілії).